# Kwarta (jednostka objętości)
Kwarta (ang. quart) – jednostka objętości. Używana głównie w Stanach Zjednoczonych i Wielkiej Brytanii. Prawidłowy angielski skrót to qt. Ma jednak różne znaczenie w obu tych krajach. 

## Definicje
- Kwarta angielska (1 imperial quart) = 69,354 cali sześciennych = 1,136 litra
- Kwarta amerykańska dla płynów (1 US liquid quart) = 57,75 cali sześciennych = 0,946 litra
- Kwarta amerykańska dla ciał sypkich (1 US dry quart) = 67,201 cali sześciennych = 1,101 litra
- 4 kwarty to jeden galon.
- 1 kwarta to dwie pinty (półkwarty).
- Staropolska kwarta była równa 1,125 litra lub 0,9422 litra